# NGC 1260
NGC 1260 (другие обозначения — UGC 2634, MCG 7-7-47, ZWG 540.81, IRAS03141+4113, PGC 12219) — галактика в созвездии Персей.
Этот объект входит в число перечисленных в оригинальной редакции «Нового общего каталога».
В этой галактике был найден самый яркий объект во Вселенной (по состоянию на май 2007 года) — сверхновая SN 2006gy.